# سواد العين

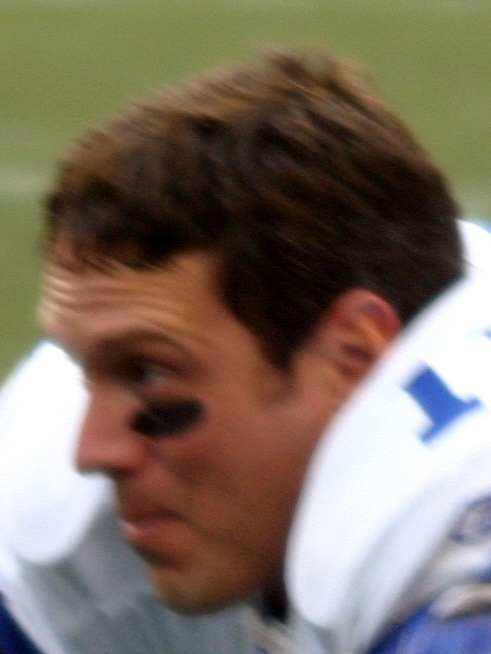

لا ينبغي الخلط بينها وبين العين سوداء اللون.
سواد العين هو الشحم أو الشريط الذي يُوضع أسفل العينين لتقليل الوهج أو السطوع.إنه غالبًا ما يستخدم بواسطة لاعبي كرة القدم، البيسبول واللكروس الأمركيين، حيث إضاءة الملعب أو ضوء الشمس بمكنه أن يُفسد رؤية الكرة المقذوفة في الجو.
إنه شكل من المساحيق الوظيفية.

## متنوعات
- الشحوم التقليدية تتكون من شمع العسل، البارافين، والكربون.
- كما تستخدم شرائط الوجه المضادة للوهج التي تحاكي الشحوم بشكل شائع.

## النشأة
في عام 1930 حيث واحدة من أقدم الحالات المعروفة من ارتداء لاعب لسواد العين هي لأسطورة البيسبول بيب روث (بالإنجليزية:بيب روث)،
مستخدما الشحوم في محاولةٍ للحدِ من وهج الشمس.
وفقًا لبول لوكاس من إي إس بي إن، سواد العين التقطت مع لاعب كرة القدم الأمريكية اندي فاركاس (بالإنجلزية:Andy Farkas)
```
كما يذكر أن سواد العين الأصلية كانت مصنوعة من رماد الفلين المحترق.
```

### دراسة علم 2003
دراسة عام 2003 من قبل براين ديبروف (Brian DeBroff) وباتريشيا باهك (Patricia Pahk)اختبرا ما إذا كانت شحوم سواد العين لديها في الواقع خصائص مضادة للوهج.
تم تقسيم مواضيع الدراسة إلى ثلاث مجموعات: ارتداء سواد العين، ارتداء ملصقات مضادة للوهج، وارتداء هلام البترول.تم اختبار رؤية الاشياء باستخدام مخطط العين أثناء التعرض لأشعة الشمس الطبيعية.وخلصت الدراسة إلى أن سواد العين قللت وهج الشمس وحساسية التباين المحسنة، في حين وُجدت الملصقات التجارية المضادة للوهج والهلام النفطي (مادة التحكم) غير فعالة.

### دراسة نيو هامشاير
دراسة قام بها Benjamin R. Powers في جامعة نيوهامشاير ([[University of New Hampshire]]: بالإنجليزية)
والتي تحسنت على منهجية دبروف، وجدت ان سواد العين هو للحد من وهج الشمس في الإناث، وأولئك الذين أعينهم ليست زرقاء.كما اختبرت الدراسة الذكور والأشخاص ذوي العين الزرقاء.ومع ذلك، فإن النتائج لم تكن ذات دلالة إحصائية (ربما يرجع ذلك إلى صغر حجم العينة أكثر من مواضيع الاختبار.وأجريت بعض التجارب أيضًا في الداخل تحت الإضاءة الاصطناعية (عندما يحظر الطقس العاصف الاختبار في الهواء الطلق). ومع ذلك، أظهرت تلك النتائج اختلافًا طفيفًا ولم تكن ذات دلالة إحصائية. ولم تكن دراسة القوى دراسة مزدوجة التعمية لأن أولئك الذين كانوا على اتصال بمواد الاختبار يعرفون أي مادة يتم تطبيقها. أيضا، تم إجراء اختبارات العين على مسافة 1.15 متر فقط.

### اختبار ميثبوستيرس
في حلقة من ميثبوستيرس (بالإنجليزية:مدمروا الخرافات)، آدم سافاج (بالإنجليزية:آدم سافاج)وجيمي هاينمان (بالإنجليزية: Jamie Hyneman) اختبرا ما إذا كان سواد العين يقلل من الوهج. وخلصوا إلى أنه في حين أن سواد العين لا تزيل الوهج، إلا أنها تحسن قدرة الرياضي على التمييز بين الضوء والظلام، مما يعزز قدرة اللاعب على تتبع الأجسام المتحركة في بيئة مشمسة.

## رسائل في سواد العين
بدأ بعض الرياضيين، وخاصة على مستوى الكلية، ممارسة كتابة رسائل قصيرة على لاصقات سواد العين. وازداد هذا الاتجاه بين لاعبي لعبة الركبي في منتصف 2000s، وازدات شعبية ريجي بوش (بالإنجليزية:ريغي بوش)، الذي قدم وراثا لبلدته.
وشملت الرسائل الشعبية الأخرى آيات الكتاب المقدس، تحيات النصب التذكاري، وشعارات الجامعة المرخصة.
بدأت شاشات العرض في جذب انتباه وسائل الإعلام على نطاق واسع المحيطة ب تيم تيبو (بالإنجليزية:تيم تيبو)، الذي استخدم آيات من الكتاب المقدس.
```
تم حظر هذه الممارسة في 14 أبريل 2010، عندما وافقت لجنة مراقبة قواعد اللعب نكا (بالإنجلبزية: 
الرابطة الوطنية لرياضة الجامعات
)(بروب) (بالإنجلزية:PROP) على اقتراح "لا يسمح للاعبين أن يكون لديهم أي رموز أو رسائل على سواد العين بدءا من موسم 2010
[
7
]
```